# Hildebrandts frankolijn
Hildebrands frankolijn (Pternistis hildebrandti; synoniem: Francolinus hildebrandti) is een vogel uit de familie fazantachtigen (Phasianidae). De wetenschappelijke naam van de soort is voor het eerst geldig gepubliceerd in 1878 door Cabanis.

## Voorkomen
De soort komt voor in het oosten en zuidoosten van Afrika en er worden twee ondersoorten onderscheiden:
- P. h. hildebrandti: Kenia, noordelijk en westelijk Tanzania, zuidoostelijk Congo-Kinshasa en noordoostelijk Zambia.
- P. h. johnstoni: zuidoostelijk Tanzania, noordelijk Mozambique en Malawi.

## Beschermingsstatus
Op de Rode Lijst van de IUCN heeft de soort de status niet bedreigd.